# Pulianas
Pulianas és un municipi situat en la part central de la Vega de Granada (província de Granada), a uns 5 km de la capital provincial. Limita amb els municipis de Güevéjar, Alfacar, Jun, Granada, Maracena i Peligros.